# Haloniscus anophthalmus
Haloniscus anophthalmus is een pissebed uit de familie Scyphacidae. De wetenschappelijke naam van de soort is voor het eerst geldig gepubliceerd in 1995 door Taiti, Ferrara & Iliffe.